# Palavandisjvili
Palavandisjvili (georgiska: ფალავანდიშვილი) är en georgisk adlig familj.